# Bruno Jutzeler
Bruno Jutzeler (ur. 1 stycznia 1946) – szwajcarski zapaśnik walczący w stylu wolnym. Olimpijczyk z Monachium 1972, gdzie zajął jedenaste miejsce w wadze ciężkiej.
Zajął szóste miejsce na mistrzostwach Europy w 1969 i 1972 roku.
Brat zapaśnika Petera, olimpijczyka z 1964 i 1968.

## Letnie Igrzyska Olimpijskie 1972
| Konkurencja       | Rundy eliminacyjne   | Rundy eliminacyjne  | Rundy eliminacyjne    | Klas. końcowa |
| Konkurencja       | Przeciwnik I         | Przeciwnik II       | Przeciwnik III        | Miejsce       |
| ----------------- | -------------------- | ------------------- | --------------------- | ------------- |
| 100 kg styl wolny | Iwan Jarygin (URS) P | Shizuo Yada (JPN) Z | Enache Panait (ROU) P | 11.           |